# 鞘翅

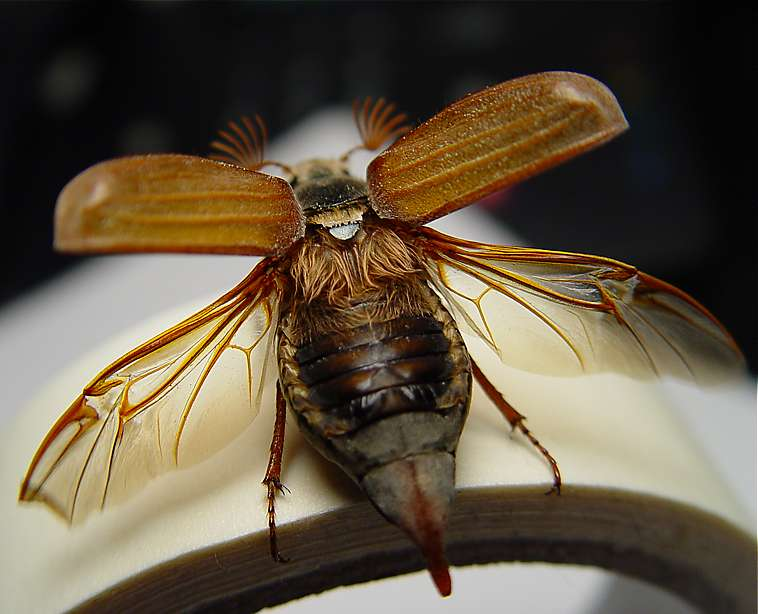
飛び立とうとするヨーロッパコフキコガネ Melolontha melolontha。鞘翅とその下にある後翅を開いている

鞘翅（しょうし、さやばね）は、昆虫類の一部の分類群で見られる翅の型の一つで、前翅がキチン質化し、硬くなったもの。翅鞘（ししょう）ともいう。左右の鞘翅はそれぞれ背面の左右半分ずつを覆い、背面正中線で互いに接して、背面全体を覆う。
鞘翅をもつ分類群としては、甲虫類（甲虫目、鞘翅目）やハサミムシ目（革翅目）が挙げられる。甲虫の多くでは、通常の状態で鞘翅が後翅、後胸部、腹部を上から覆って保護している。ただし一部のものでは腹部末端、あるいは後半がはみ出している。特にハネカクシ類は腹部のほとんどがはみ出していて、翅が目立たない（羽根隠しと言われる所以）。ハサミムシ類の翅の形状はハネカクシ類のものに近い。前胸の後方背面中央の鞘翅の合わせ目に後ろにとがった三角形の隆起があることが多く、これを小楯板という。
中には鞘翅を閉じたまま飛ぶもの（コガネムシ科ハナムグリ亜科のカナブン、ハナムグリ類など）もいる。
飛ばないよう進化したものもいる。そういったものの場合、鞘翅が厚くなり、互いに癒合して背面全体を覆うようになっている例（マイマイカブリなど）もある。このような種類においては、開けられなくなった鞘翅によって封印され使われなくなった後翅や、それを駆動していた筋肉が退化して痕跡的になっていることが多い。
なお、鞘翅ではないが、やはり前翅が厚くなり、後翅と腹部を覆うようになったものにカメムシ目のカメムシ亜目に属するものがいる。